# Fa (nota)
Il fa è una nota musicale della scala diatonica fondamentale (l'unica scala priva di diesis e di bemolle, nei suoi diversi sette modi), in particolare è la quarta nota della scala maggiore di Do, ma anche la sesta nota della scala minore di La, ed in generale è presente in tutti i 7 modi della scala diatonica fondamentale.
La frequenza del fa della 3ª ottava (quello immediatamente al disopra del do centrale nella scala in uso in Italia) è di 349 hertz circa.
Nella notazione in uso nei paesi di lingua inglese e tedesca, il fa corrisponde alla nota F. Questo è l'unico caso in cui l'iniziale dei nomi usati nelle due notazioni è la stessa (Fa - F).